# جی. ال. مکی
جان لسلی مکی (به انگلیسی: J. L. Mackie) (۲۵ اوت ۱۹۱۷–۱۲ دسامبر ۱۹۸۱) فیلسوف استرالیایی از سیدنی بود. او مشارکت‌های قابل توجهی در فلسفه دین، متافیزیک، و فلسفه زبان داشته‌است، و بیشتر به خاطر نقد خداباوری، دفاع از خداناباوری و همچنین دیدگاه‌هایش دربارهٔ فرااخلاق، به ویژه دفاع‌اش از شک‌گرایی اخلاقی شناخته شده باشد.
او شش کتاب نوشته‌است. کتاب اخلاقیات: اختراع درست و غلط (۱۹۷۷) با این جمله قاطع آغاز می‌شود که «هیچ ارزش عینی وجود ندارد»، و سپس استدلال می‌کند به این دلیل، اخلاقیات باید اختراع شود به جای اینکه کشف شود. کتاب «معجزهٔ خداباوری: براهینی در تأیید و رد وجود خداوند» دیگر کتاب مکی است که به عنوان یکی از بهترین کتابهایی که در فلسفهٔ تحلیلی نگاشته شده شناخته می‌شود. کای نيلسن این کتاب را بهترین دفاع از خداناباوری در سدهٔ بیستم برشمرده است. در سال ۱۹۸۰ مجلهٔ تايم جی.ال.مکی را تواناترین خداناباور دوران نامید.  
وقتی نسخه‌ای از کتاب ژن خودخواه ریچارد داوکینز به عنوان هدیه کریسمس به او داده شد، او در مقاله‌ای در ژورنال فلسفه از کتاب تمجید کرد و عنوان نمود که از این ایده‌ها می‌توان در فلسفه اخلاق استفاده کرد. در سال ۱۹۷۹، فیلسوف مری میجلی در پاسخ به آن مقاله‌ای نوشت که در آن ژن خودخواه را بیشتر دربارهٔ خودپرستی اخلاقی دانسته بود تا فرگشت. این موجب اختلاف نظرهایی میان مکی، میجلی و داوکینز شد که تا زمان مرگ مکی ادامه داشت.
کتاب «معجزهٔ خداباوری: براهینی در تأیید و رد وجود خداوند» به سرپرستی زهیر باقری نوع‌پرست در سال ۱۴۰۱ ترجمه شده است. مجموعه مقاله‌هایی از او در کتاب کلام فلسفی توسط آرش نراقی و ابراهیم سلطانی ترجمه شده‌است. 